# Potap Kusmitsch Saikow
Potap Kusmitsch Saikow (russisch Потап Кузьмич Зайков; * im 18. Jahrhundert; † 1791 in Unalaska) war ein russischer Steuermann und Forschungsreisender.

## Leben
Saikow arbeitete für die Brüder Panow wie auch Efstratios Delarof. Saikow fuhr 1772 mit dem Panow-Schiff St. Wladimir mit 57 Russen und 10 Jakuten von Ochotsk nach Kamtschatka und überwinterte an der Mündung der Bolschaja Worowskaja. Im Juli 1773 fuhr er weiter zur Insel Medny, wo er im folgenden Jahr Nahrungsmittel für die weitere Fahrt sammelte. Im Verlauf der Fahrt dokumentierte er die Natur, das Klima und die geographischen Gegebenheiten der besuchten Inseln. Im Juli 1775 erreichte er Attu. Im folgenden Jahr wurden Pelzwaren gewonnen, und 10 Männer wurden auf  Agattu abgesetzt, die dort ein Artel für die Ausbeutung der Insel bildeten. Saitow verließ im Juli 1776 diese Nahen Inseln und kam im August zur Insel Unimak, die nun die Basis für die weiteren Aktivitäten bis Mai 1778 war. Er machte 89 Aleuten zu russischen Untertanen und erzwang die Lieferung von Kronenzobeln als Steuer, die er quittierte. Als James Cook zu den Aleuten-Inseln kam, zeigten ihm die Aleuten Saikows Quittungen. Auch dokumentierte er die Inseln Sanak, Kodiak und weitere Inseln. Auf der Rückfahrt nach Ochotsk überwinterte Saikow auf Umnak, holte den Artel von Agattu ab und erreichte im September 1779 Ochotsk mit 3800 Seeotter-Fellen, fast 4000 Fellen verschiedener Fuchsarten, 1725 Fellen Nördlicher Seebären, 335 Walross-Stoßzähnen und den dem Staat gehörenden Kronenzobeln.
Die nächste Fahrt begann Saikow 1781 im Auftrag eines Tulaer Kaufmanns mit dem Schiff St. Paul, auf dem 70 Kleinunternehmer mitfuhren. Nach der Überwinterung auf der Beringinsel wurde auf den Fuchs-Inseln mit den Aleuten gehandelt.
Als Saikow auf Kamtschatka Cooks Karte gesehen und von seinen  Begleitern vom Prinz-William-Sund gehört hatte, unternahm er eine Fahrt dorthin, die wieder ertragreich war. Aber im Juli 1783 kam es zum Kampf mit Tschugatsch-Sugpiaq, bei dem 8 Mannschaftsmitglieder getötet wurden. Darauf gab er das Unternehmen auf und benutzte bei den weiteren Fahrten die Insel Unalaska als Basis.
1788 fuhr eine spanische Expedition unter der Führung von Gonzalo López de Haro und Esteban José Martínez nach Alaska, um die russischen Aktivitäten zu erkunden. Nachdem Haro die Schelichow-Siedlung an der Drei-Heiligen-Bucht auf der Insel Kodiak entdeckt hatte und von Efstratios Delarof in übertriebener Weise über die russischen Ansiedlungen informiert worden war, traf Hora auf Unalaska  nur den Russen Saikow und Aleuten an. Saikow protestierte gegen die Absicht, Unalaska zur spanischen Kolonie zu erklären und verteidigte die Insel.
Saikows Bruder Stepan († 1798)  war ebenfalls Steuermann und zeitweise Leiter des Forts St. Nikolai auf der Kenai-Halbinsel, das die Stadt Kenai wurde.